# Mouvement démocratique fédéraliste oromo
Le Mouvement démocratique fédéraliste Oromo (Amharique : የኦሮሞ ፌደራሊስት ዴሞክራቲክ ንቅናቄ) est un parti politique éthiopien.
Lors des élections législatives du 15 mai 2005, le parti a remporté 11 sièges à la Chambre des représentants des peuples dans la région Oromia.
En août 2005, le parti a obtenu 10 sièges sur 537 aux élections régionales dans la région Oromia Le chef du parti, Bulcha Demeksa, a annoncé en avril 2008 que son parti boycotterait le second tour des élections locales, rejoignant ainsi la position adoptée par de nombreux partis d'opposition
En 2008, le Mouvement démocratique fédéraliste Oromo a décidé de joindre ses forces avec d'autres groupes d'opposition afin de créer le Medrek. Cette alliance est composée du parti Forces démocratiques éthiopiennes unies mené par Beyene Petros, l'ancien président éthiopien Negasso Gidada et des membres dissidents du Front de libération des peuples du Tigré menés par Siye Abraha.